# シン・ジャパン・ヒーローズ・ユニバース
『シン・ジャパン・ヒーローズ・ユニバース』（英語: SHIN JAPAN HEROES UNIVERSE）は、日本の映画のメディア・フランチャイズである。略称は、『S.J.H.U.』。
庵野秀明が脚本などを務める作品のうち『シン・』を冠とした2016年『シン・ゴジラ』（脚本・総監督）、2021年『シン・エヴァンゲリオン劇場版𝄇』（企画・原作・脚本・総監督）、2022年『シン・ウルトラマン』（企画・脚本）、2023年『シン・仮面ライダー』（脚本・監督）の4作品からなる。

## 沿革
「庵野秀明が参加する『シン・』を冠した作品」というつながりから東宝・カラー・円谷プロダクション・東映の4社が合同で立ち上げたプロジェクトであり、作品を通じたイベントや商品化などを計画している。
プロジェクトのメインビジュアルは前田真宏、エンブレムは出渕裕が担当した。

## 映画
| 作品名                        | 公開日        | 監督                                          | 脚本     | 製作                             | 配給             | 上映時間 |
| ----------------------------- | ------------- | --------------------------------------------- | -------- | -------------------------------- | ---------------- | -------- |
| シン・ゴジラ                  | 2016年7月29日 | 庵野秀明（総監督） 樋口真嗣（監督・特技監督） | 庵野秀明 | 東宝                             | 東宝             | 119分    |
| シン・エヴァンゲリオン劇場版𝄇 | 2021年3月8日  | 庵野秀明（総監督） 鶴巻和哉 中山勝一 前田真宏 | 庵野秀明 | カラー                           | 東宝 東映 カラー | 155分    |
| シン・ウルトラマン            | 2022年5月13日 | 樋口真嗣                                      | 庵野秀明 | 「シン・ウルトラマン」製作委員会 | 東宝             | 113分    |
| シン・仮面ライダー            | 2023年3月18日 | 庵野秀明                                      | 庵野秀明 | 「シン・仮面ライダー」製作委員会 | 東映             | 121分    |

## イベント
シン・ジャパン・ヒーローズ・ユニバース POP UP GALLERY
2022年5月13日から同年8月1日まで、ベースヤードトーキョーにて開催。
シン・ジャパン・ヒーローズ・アミューズメントワールド
2022年7月7日から同年8月21日まで、バンダイナムコ Cross Store 横浜（横浜ワールドポーターズ内）にて開催。その後、大阪・梅田、福岡・博多、広島・府中、愛知・名古屋、東京・池袋でも開催。

## シン・ユニバースロボ
『S.J.H.U.PROJECT シン・ユニバースロボ』とは、バンダイ トイディビジョンから発売する『シン・ゴジラ』『シン・エヴァンゲリオン劇場版』『シン・ウルトラマン』『シン・仮面ライダー』に登場した4キャラクターが変形合体するロボット玩具。価格23,100円、2024年1月発送。2023年5月19日の情報公開同日に佛田洋監督による実写&CGのPVも配信された。
仮面ライダーとサイクロン号が頭部、ゴジラが胴体、右腕部及び右脚部がウルトラマン、左腕部及び左脚部がエヴァンゲリオン初号機で構成。ウルトラマンのスペシウム光線エフェクトとゴジラの背びれが合体した武器と、エヴァンゲリオンのATフィールドの盾を装備している。
- プロモーションソング「罪と罰 祈らざる者よ」高橋洋子